# Cyclone
Cyclone е албум от 1978 година на Танджърин Дрийм, както и първият с прилични вокали и текстове. Мистичната поезия и рок флейта на Стив Джолиф, които се чуват на първите две песни, отбелязват завой към прогресивния рок звук. Третата песен е обстоен инструментал от Берлинската школа, който е в духа на заглавната песен от албума Stratosfear. Корицата е картина на лидера Фрьозе, която слабо напомня за тази на Phaedra от 1974 година.
Макар че е очерняна през годините, Cyclone е надмината в продажбите от само пет други албума в Обединеното кралство на Танджърин Дрийм. Тя стига номер 37 в класация, маркираща 4-седмичен период.